# Tommy Rey
Patricio Fernando Zúñiga Jorquera (San Miguel, 13 de julio de 1944-Viña del Mar, 26 de marzo de 2025), más conocido por su nombre artístico Tommy Rey, fue un cantante de cumbia, bolero, músico, animador y compositor chileno. 
Durante 43 años fue el vocalista y líder de La Sonora de Tommy Rey, e intérprete de reconocidos temas bailables como: «Los domingos», «El galeón español», «Agua que no has de beber», «Un año más», «Daniela», «El pipiripau», «La parabólica», «Se murió Tite», «Se aleja el tren», «Se va la vida», entre otros. Por su trayectoria y legado, Tommy Rey es considerado uno de los más importantes exponentes de la cumbia chilena.

## Carrera musical
En 1962, se inició como cantante aficionado en la Radio Agricultura. Al año siguiente se integró a la orquesta Los Peniques, reemplazando al vocalista Gino del Solar. El líder de Los Peniques, Silvio Ceballos, bautizó a Zúñiga como «Tony Rey» porque su nombre real «no pegaba para tropical» (sic).
El cantante, conocido como «Tony Rey», adquirió notoriedad en el grupo Los Hermanitos Palacios, que después pasaría a llamarse Sonora Palacios, en donde tuvo el rol de vocalista durante casi dos décadas, desde 1963, cuando graban el LP Explosión en cumbias, hasta 1982, año en que decidió alejarse de la banda tras ciertas diferencias económicas con los hermanos Palacios (cabe destacar que Patricio se renombró de «Tony Rey» a «Tommy Rey» en 1964).

Bueno, pasaron los años, estuve con ellos muchos años, como dije, diecinueve años, llegó el año '82 y había un problema bastante grave ya, no teníamos mucho trabajo, había problemas económicos en el grupo, no grabábamos ya, estábamos bien estancados y eso mismo hizo que nosotros conversáramos, entre nosotros, los que no éramos hermanos Palacios y dijéramos «no podemos aguantar esta situación», entonces decidimos separarnos, formar otro grupo, el año '82.
Tommy Rey en Tiesos pero cumbiancheros, 2012.

Junto a Tommy Rey salieron otros cuatro integrantes de la sonora: Benito Villarroel (trompetista), Patricio Cereceda (bajista), Miguel Castro (guitarrista) y Fernando Adám (pianista). Estos cinco músicos, más otros tres (Leonardo Núñez, más conocido como «el chacal de la trompeta», Leonardo Soto en los timbales, y Luis Céspedes en la trompeta), conformaron La Sonora de Tommy Rey el 9 de marzo de 1982. Ese mismo año lanzaron su primer álbum homónimo, que fue un éxito gracias a la canción «Daniela», la cual les permitió obtener disco de oro.
En 2005, Tommy Rey fue galardonado con el Premio a la Música Presidente de la República, en la categoría «música popular». En 2010 recibió un premio a la trayectoria en la ceremonia de los Copihue de Oro.
Interpretó con otros artistas los himnos de la Teletón en los años 2004, 2006 y 2015. En la Teletón 2022 fue homenajeado por sus sesenta años de trayectoria artística.

## Muerte
A pesar de que su salud había decaído durante el último tiempo, producto de una depresión por la pandemia de COVID-19, Tommy había descartado retirarse de los escenarios. Su última presentación fue el 21 de marzo, cuando la banda La Descendencia Chilena los invitó a su concierto en el Gran Arena Monticello.
Falleció el 26 de marzo de 2025, a los ochenta años en Viña del Mar, producto de un infarto agudo de miocardio y un paro cardiorrespiratorio. Fue trasladado a la Clínica Bupa Reñaca donde falleció a los veinte minutos de haber llegado. El presidente Gabriel Boric decretó el 27 de marzo como día de duelo nacional oficial, «por su aporte a la historia musical de nuestro país, su compromiso social, y ser responsable de crear recuerdos que marcaron a generaciones».
Sus restos fueron trasladados a Santiago y velados en el Teatro Caupolicán y posteriormente en el auditorio Valentín Trujillo de la Sociedad Chilena de Autores e Intérpretes Musicales (SCD). Tras una misa en la Catedral Metropolitana y un homenaje en la Pérgola de las flores, su féretro fue trasladado al Cementerio Manantial de Maipú.
Tras su muerte, su manager, amigo y compañero de banda, Leonardo Soto, confirmó el fin de la sonora que él lideraba.

## Vida personal
Estuvo casado dos décadas con Teresa Collado, con quien tuvo tres hijos. Posteriormente se casó con Gloria Sáez, con quien tuvo un hijo.
En materia política se definió de izquierda. Fue partidario del gobierno de Salvador Allende, participó en campañas de la Concertación y estuvo afiliado dos años al Partido Comunista. Tuvo además una amistad con la política Gladys Marín, a quien le compuso la canción «Una mujer».
En el deporte, su equipo favorito de fútbol fue la U. de Chile, a pesar de que grabó el himno de Colo-Colo en cumbia con la Sonora Palacios, en una de sus últimas entrevistas lo confirmó.

## Como compositor
Algunas de sus composiciones fueron llevadas a dos de las orquestas en las que participó como músico y cantante, ya sea a la Sonora Palacios o a su propia sonora. La mitad de los temas que compuso los realizó en colaboración con su hermano Manuel Zúñiga. Estas son, en orden alfabético:
- «Dios me la llevó»
- «El pañuelo que un día» (junto a Manuel Zúñiga)
- «En la noche de San Juan» (junto a Manuel Zúñiga)
- «Los 25 de la sonora»
- «Mi caleta» (junto a Manuel Zúñiga)
- «Mi loro» (junto a Manuel Zúñiga)
- «Por el camino va»
- «Si es amor» (junto a Manuel Zúñiga)
- «Tus ojos, la luna y yo»
- «Una mujer»